# Заперечення Голокосту
Запере́чення Голоко́сту (ревізіонізм Голокосту) — негаціонізм, твердження, згідно з яким Голокосту не існувало у тому вигляді, у якому його описує загальноприйнята історіографія. У своїй критиці ідеї Голокосту євреїв ревізіоністи висувають тези про масові підробки, масштабні фальсифікації і приховування фактів на користь євреїв. При цьому здебільшого заперечуються такі твердження:
- масова загибель євреїв була результатом цілеспрямованої політики офіційної влади Третього рейху;
- для масового знищення євреїв були створені і використовувалися газові камери та табори смерті;
- кількість жертв серед єврейського населення на територіях, підконтрольних націонал-соціалістам і їх союзникам, сягає від 5 до 6 мільйонів осіб.

Ревізіоністи Голокосту євреїв стверджують, що вищевказана інформація була нібито свідомо сфальсифікована сіоністами для вимагання грошей у Німеччини та її союзників, а також для виправдання створення Держави Ізраїль.

Більшість професійних істориків відкидає заперечення Голокосту як ненаукову і пропагандистську діяльність. Критики відзначають, що ревізіоністи ігнорують наукові методи досліджень, а також часто сповідують антисемітські та неонацистські погляди. У зв'язку з тим, що ревізіоністи висувають тези про масові підробки, масштабні фальсифікації і приховування фактів на користь євреїв, заперечення Голокосту вважається конспірологічною теорією.
Генеральна Асамблея ООН без голосування у Резолюції № 60/7 від 21 листопада 2005 року відкидає будь-яке повне або часткове заперечення Голокосту як історичної події. А 26 січня 2007 року напередодні Міжнародного дня пам'яті жертв Голокосту Генеральна асамблея ООН прийняла Резолюцію № 61/255 «Заперечення Голокосту», що засуджує заперечення Голокосту як історичного факту. У низці країн публічне заперечення Голокосту є протизаконним.

## Аргументи ревізіоністів
На підтримку своїх тез ревізіоністи наводять такі аргументи:
- масове зникнення євреїв з місць компактного проживання сталося не в результаті винищення, а внаслідок їх переселення або депортації;
- відсутність документів і наказів про знищення євреїв свідчить про те, що їх ніколи не існувало, оскільки в поспіху при відступі вони не могли бути знищені;
- існує набагато менше свідоцтв злочинів Голокосту, ніж прийнято вважати, а наявні свідчення про винищення євреїв часто суперечать одне одному;
- масові отруєння газом і спалення тіл жертв у тих кількостях, які наводяться в офіційній історіографії, були технічно і економічно неможливі.

Частина ревізіоністів не заперечує при цьому, що велика кількість євреїв була відправлена нацистами до концтаборів, де багато з них померли від голоду і хвороб, і що нацисти масово розстрілювали євреїв на Східному фронті.

### Демографія
Демографічна проблема мало розглядається в роботах заперечників і є однією з найслабших місць їх теорій, оскільки дуже складно знайти чітке пояснення, куди зникли з Європи мільйони євреїв — якщо вони не були вбиті.
Як стверджує Павло Полян, перша відносно серйозна робота з перегляду демографічних даних з Голокосту була написана в 1958 році американським соціологом Френком Ганкінсом. Ця робота не була опублікована за життя автора і вийшла лише в 1983 році. Ганкінс не заперечував чисельність загиблих. Головна теза цієї роботи була в тому, що за основну частину серед 6 000 000 єврейських жертв несе відповідальність не Гітлер, а Сталін. Хоча попри злочинно антинаукові твердження Поляна про те, що, як пише Полян, «насправді ніяких даних про масові антиєврейські репресії в СРСР не виявлено, в тому числі й після відкриття архівів», є справи, подібні до «справи Єврейського Антифашистського комітету» та «кампанії боротьби з „безрідними космополітами“». Разом із тим Ганкінс створив базу для подальших заперечників, вказавши реальні проблеми демографічного обліку кількості жертв геноциду.

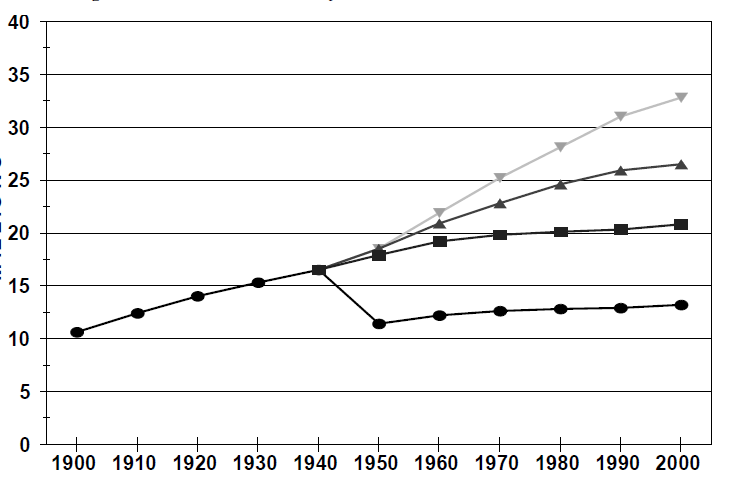
Єврейське населення світу в млн осіб, розраховане без урахування впливу Голокосту. Три верхніх графіка — приблизні розраховані сценарії, нижній — реальний. Джерело — Серджо делла Пергола

У 1983 році майже відразу після виходу книги Ганкінса письменник Волтер Сеннінг видав книгу «Зникнення євреїв Східної Європи» («Зникнення східноєвропейського єврейства»). У ній він писав, що більша частина європейських євреїв зуміла нелегально, і тому в обхід офіційної статистики, втекти в СРСР, США та Палестину. Один з заперечників Артур Бутц заявив, що вбиті євреї насправді вижили, але потім не відновили зв'язки зі своїми довоєнними родичами.
Критики ревізіоністів зазначають, що ніяких реалістичних пояснень, куди саме були «переселені» від 5 до 6 мільйонів євреїв, заперечником Голокосту не наведено. Зокрема, Сеннінг, на думку критиків ревізіоністів Голокосту, користувався в своїх розрахунках абсолютно недостовірними даними, ігноруючи офіційні джерела. Зазначається, що із використовуваних джерел він вибирав ті дані, які підтверджували його теорію, решту відкидав, користуючись навіть дезавуйованими цифрами. Демограф Серджо делла Пергола вказує, що результатом Голокосту стало катастрофічне зменшення чисельності єврейського населення — в цілому у світі, а не лише на європейському континенті. Він відзначає, що частка єврейського населення у світі впала з 0,75 % у 1939 році до 0,23 % до початку XXI століття. За розрахунками Пергола, без Голокосту єврейське населення світу могло скласти до 1990 року за різними сценаріями від 20 до 31 мільйона осіб. Наразі воно становить 13 млн.
Існує думка, що дослідники Голокосту спираються на наявну і доступну статистику зменшення кількості євреїв, у тому числі на документи, складені органами СС, а неофашисти ігнорують практично всі німецькі статистичні документи і звіти, включаючи два звіти представника Гіммлера доктора Ріхарда Корхера, який вже до 31 березня 1943 року констатував скорочення єврейського населення Європи на 4,5 млн осіб. За даними меморіального музею Голокосту Яд Вашем, станом на грудень 2010 року 4 мільйони жертв ідентифіковані персонально.

### Документи про знищення

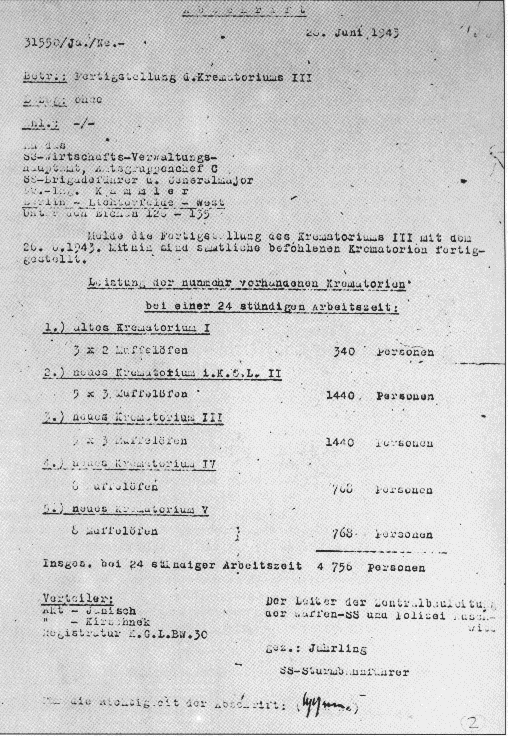
Копія записки, надісланої у 1943 році генералу СС Каммлеру, з зазначенням скільки тіл може бути знищено в Аушвіці за 1 день — 4756

Юрген Граф пише, що ніяких наказів Гітлера про фізичне знищення євреїв, на відміну, приміром, від наказу про умертвіння безнадійно хворих або страти збитих американських льотчиків, знайдено не було. Девід Ірвінг стверджував, що при написанні біографії Гітлера за первинними документами він не виявив жодного документа про його причетність до геноциду. Він заявив, зокрема, що пропонує «тисячу фунтів стерлінгів будь-якому, хто зможе пред'явити хоча б один документ воєнного часу, який доводить, що Гітлер знав, наприклад, про Освенцім». Ті документи про знищення, які були знайдені, заперечники оголошують повоєнними підробками. Заперечники трактують термін «остаточне вирішення єврейського питання» як переселення або депортацію, але не знищення.
Представники загальноприйнятої точки зору на Голокост вказують на те, що план винищення євреїв Європи існував, і керівники Третього рейху робили з цього приводу цілком однозначні висловлювання. Наприклад, у щоденнику Геббельса було записано:
| - 15 лютого 1942: Фюрер ще раз висловив свою готовність безжально очистити Європу від євреїв. Тут не повинно бути ніякого педантичного сентименталізму. Євреї заслужили катастрофу, яка тепер з ними відбувається. Їх знищення буде йти разом зі знищенням наших ворогів. Ми повинні прискорити цей процес з холодною безжальністю. - 27 березня 1942: Це досить-таки варварська процедура, і вона не буде тут описана в точності. Євреїв залишиться мало. В цілому, можна сказати, що близько 60 відсотків з них доведеться ліквідувати, і лише 40 відсотків можна використовувати як робочу силу. Оригінальний текст (нім.) - Der Führer gibt noch einmal seiner Meinung Ausdruck, daß er entschlossen ist, rücksichtslos mit den Juden in Europa aufzuräumen. Hier darf man keinerlei sentimentalen Anwandlungen haben. Die Juden haben die Kastastrophe, die sie heute erleben, verdient. Sie werden auch ihre eigene Vernichtung erleben. Wir müssen diesen Prozeß mit einer kalten Rücksichtslosigkeit beschleunigen. - Es wird hier ein ziemlich barbarisches und nicht näher zu beschreibendes Verfahren angewandt, und von den Juden selbst bleibt nicht mehr viel übrig. Im großen und ganzen kann man wohl feststellen, daß 60 Prozent davon liquidiert werden müssen, während nur 40 Prozent in die Arbeit eingesetzt werden können. |

При цьому за розрахунками самих нацистів, в Європі було 11 млн євреїв, а 60 % від цього числа становить 6,6 млн.
Аналогічні однозначні висловлювання про цілеспрямоване і масове вбивство євреїв робили Адольф Гітлер, Генріх Гіммлер і багато інших керівників нижчого рангу.
Конкретний документ, який свідчить про точну дату прийняття рішення про масове знищення євреїв, не зберігся. Проте, частина істориків впевнені, що такий документ існував і був прийнятий навесні або на початку літа 1941 року. Зокрема, автори підручника «Катастрофа європейського єврейства» вважають, що це міг бути секретний усний указ Гітлера. Вони посилаються на німецького історика Мартіна Брошата, який досліджує систему керівництва Німеччиною в книзі «Держава Гітлера». Аналогічної думки дотримується історик Гельмут Краузнік (нім. Helmut Krausnick). Інші вчені (зокрема Рауль Гільберг і сам Мартін Брошат) вважають, що такий документ з'явився набагато пізніше або не існував зовсім, проте така позиція не означає заперечення ними німецької політики масового геноциду євреїв. Крістофер Браунінг вважає, що рішення про перехід від планів переселення до планів тотального знищення було прийнято у вересні-жовтні 1941 року.
Персональна залученість Гітлера в процес масового знищення не викликає у більшості істориків сумнівів. Зокрема, Саул Фрідлендер наводить приклади особистих звітів про дії айнзатцгруп і прямий наказ Гітлера про знищення євреїв, що залишалися в живих в районі Рівного в Україні в 1942 році. Крім іншого, в своєму заповіті, написаному напередодні самогубства, 29 квітня 1945, Гітлер називав знищення євреїв найбільшою послугою, наданою людству націонал-соціалізмом.

### Критика показань свідків

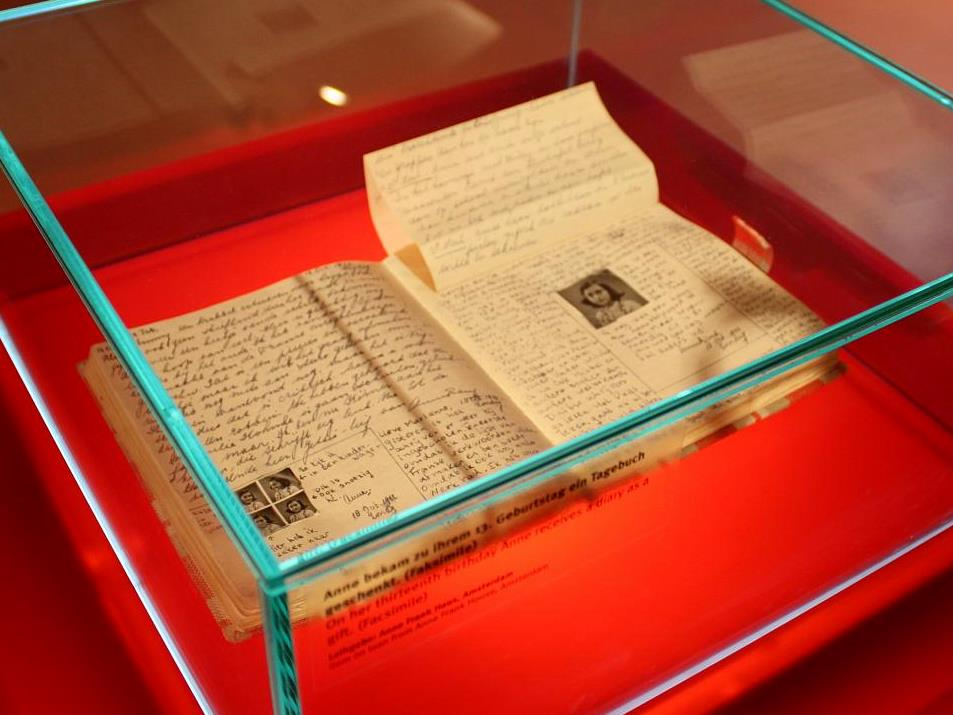
Щоденник Анни Франк

Критика свідчень очевидців, на думку істориків, є найсильнішою стороною ревізіоністської аргументації, оскільки багато розповідей в'язнів дійсно рясніють неточностями, перебільшеннями і протиріччями.
Зокрема, ревізіоніст Фрідріх Брукнер пише, що свідки вбивств євреїв газом в Освенцімі неодноразово змінювали свої свідчення, а також робили неймовірні твердження — наприклад, про розміщення від 700 до 800 осіб в камері площею 25 м² (тобто 32 чоловік на одному квадратному метрі, що фізично неможливо).
Зізнання самих нацистів заперечники зазвичай вважають вибитими після війни за допомогою погроз і катувань або повністю сфальсифікованими.
На думку більшості істориків, пояснення заперечників, що численні визнання нацистів були вимушеними, не витримують критики, оскільки ці визнання повторювалися також набагато пізніше, коли ніякого тиску на їх авторів вже не робилося, в тому числі у ролі свідків — до кінця 1960-х років. Критики заперечників Голокосту зазначають, що окремі некоректні твердження окремих свідків не роблять хибними весь гігантський масив свідчень. Наприклад, заперечники відкидають покази свідка Рудольфа Врба про газові камери Освенцима тільки тому, що він переплутав дату візиту до концтабору Генріха Гіммлера.
Історик Олександр Немировський вказує, що сумніви у свідченнях свідків щодо деталей масових вбивств виглядають цілком розумно, оскільки свідки часто просто не могли їх знати і їхні свідчення в цій частині є вигадкою. Однак, на думку Немировського, перенесення цих сумнівів на сам факт масових убивств, підтверджений також численними об'єктивними даними, не обґрунтований.
Заперечник Робер Форіссон оголосив післявоєнною підробкою відомий щоденник Анни Франк. Численні експертизи, включаючи експертизу Нідерландського державного інституту військової документації, спростували припущення Форіссона.

### Продуктивність крематоріїв

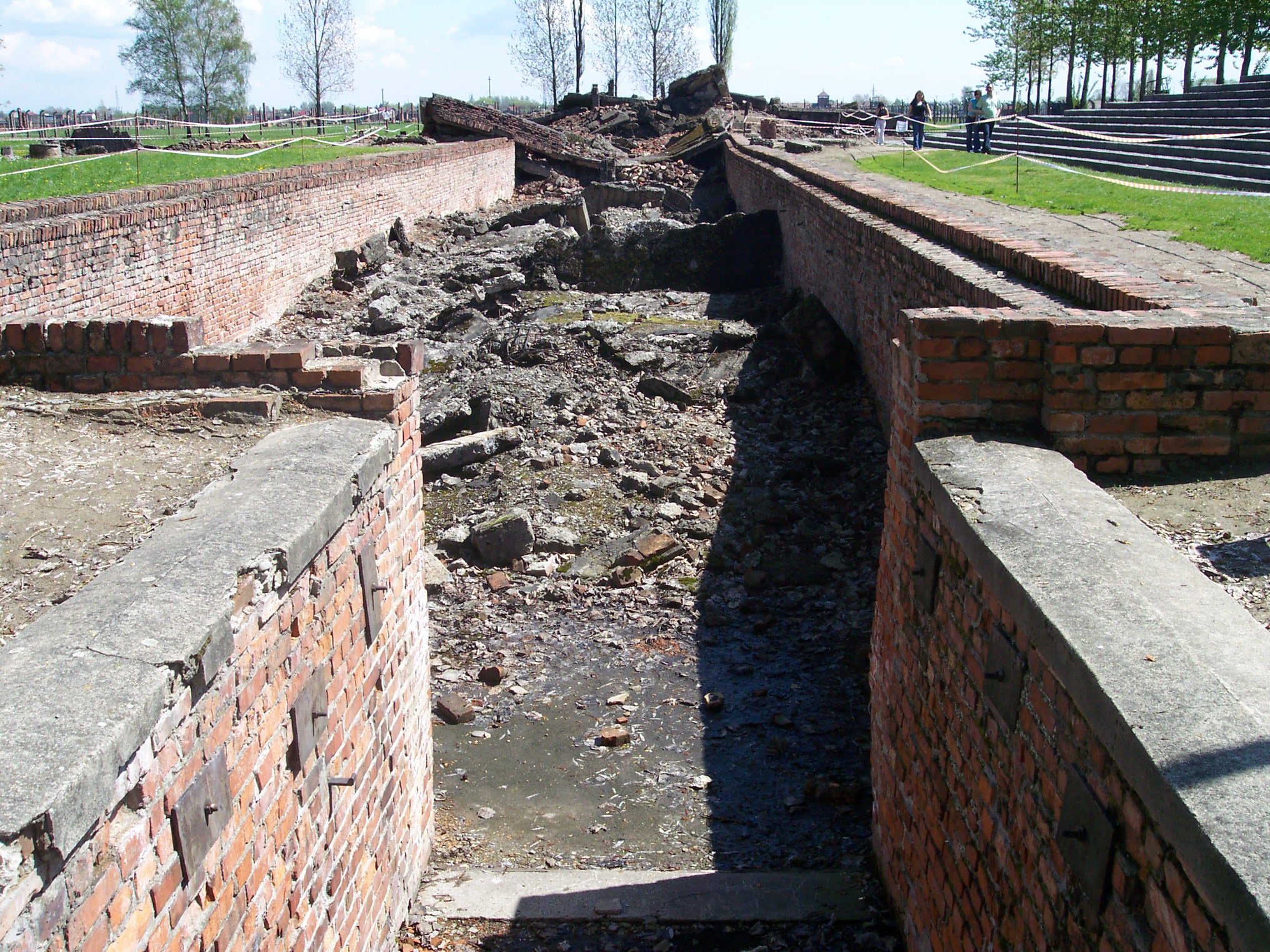
Вхід в крематорій III в Аушвіці

Юрген Граф у книзі «Міф про голокост» пише, що в крематоріях Аушвіцу неможливо було спалити таку кількість трупів, яка вказується в літературі з Голокосту, — 4756 трупів у день. З посиланням на Рауля Гільберга він проводить такий підрахунок числа муфелів:
| головний крематорій I Аушвіцу мав 6 муфелів (муфельних печей), крематорії II і III в Біркенау — по 15 муфелів кожен, а крематорій IV і V (також в Біркенау) — по 8 муфелів. У сумі виходить 52 муфелі |

Граф стверджує, що в сучасних крематоріях спалення одного трупа в муфелі триває від 1 до 1,5 годин. Якщо у 52 муфелях спалювати 4756 трупів у день, то на кожен муфель доводиться по 95 трупів у день. Згідно з цими підрахунками, продуктивність крематоріїв в Освенцімі повинна була бути в 4 рази вищою, ніж у сучасних.
На думку критиків, заперечники занижують продуктивність нацистських крематоріїв. Порівняння з процедурою цивільної кремації для доказу того, що печі крематоріїв не могли спалити таку велику кількість тіл, є некоректними, оскільки в даному випадку така процедура не могла мати місця.
У записці, надісланій 28 червня 1943 року в Берлін генералу СС Каммлеру, вказується число тіл, від яких можна було позбуватися за один день в Аушвіці — 4756 . Фірма «Топф і сини», яка виробляла печі для крематоріїв, отримала в 1951 році патент, в якому сказано, що один муфель може кремувати один труп за півгодини. Ще в 1941 році Топф писав Гімлеру:
| В кремаційних подвійних муфельних печах «Топф», що працюють на коксі, протягом приблизно 10 годин може бути проведена кремація 30-35 трупів. Згадане число трупів може спалюватися, не викликаючи перевантаження печі. Не біда, якщо за умовами виробництва кремація буде проводитися вдень і вночі. |

Крім того, коли печі не справлялися з навантаженням, спалювання тіл відбувалося у великих ямах на відкритому повітрі.

### Отруєння газом

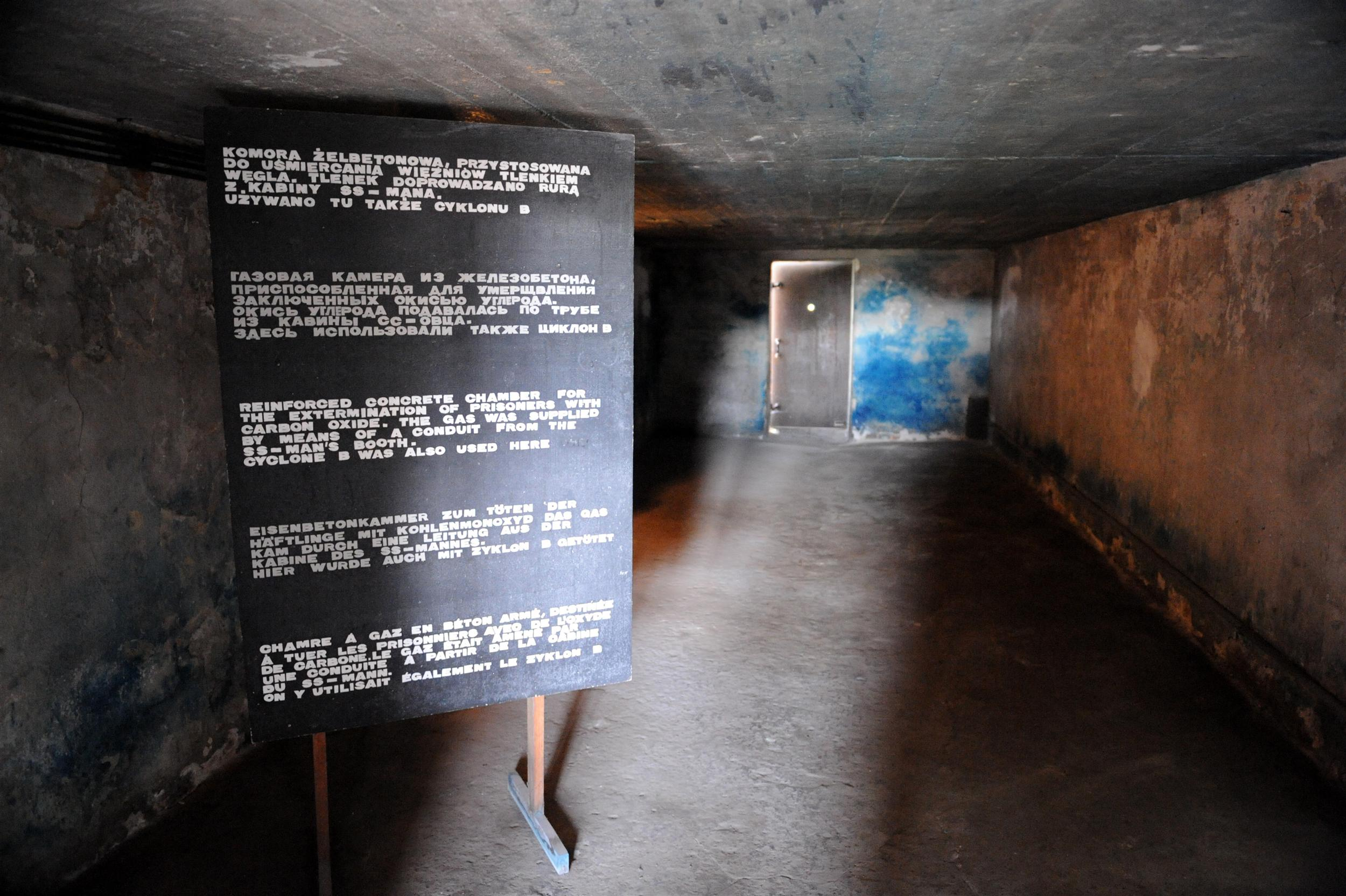
Газова камера в Майданеку

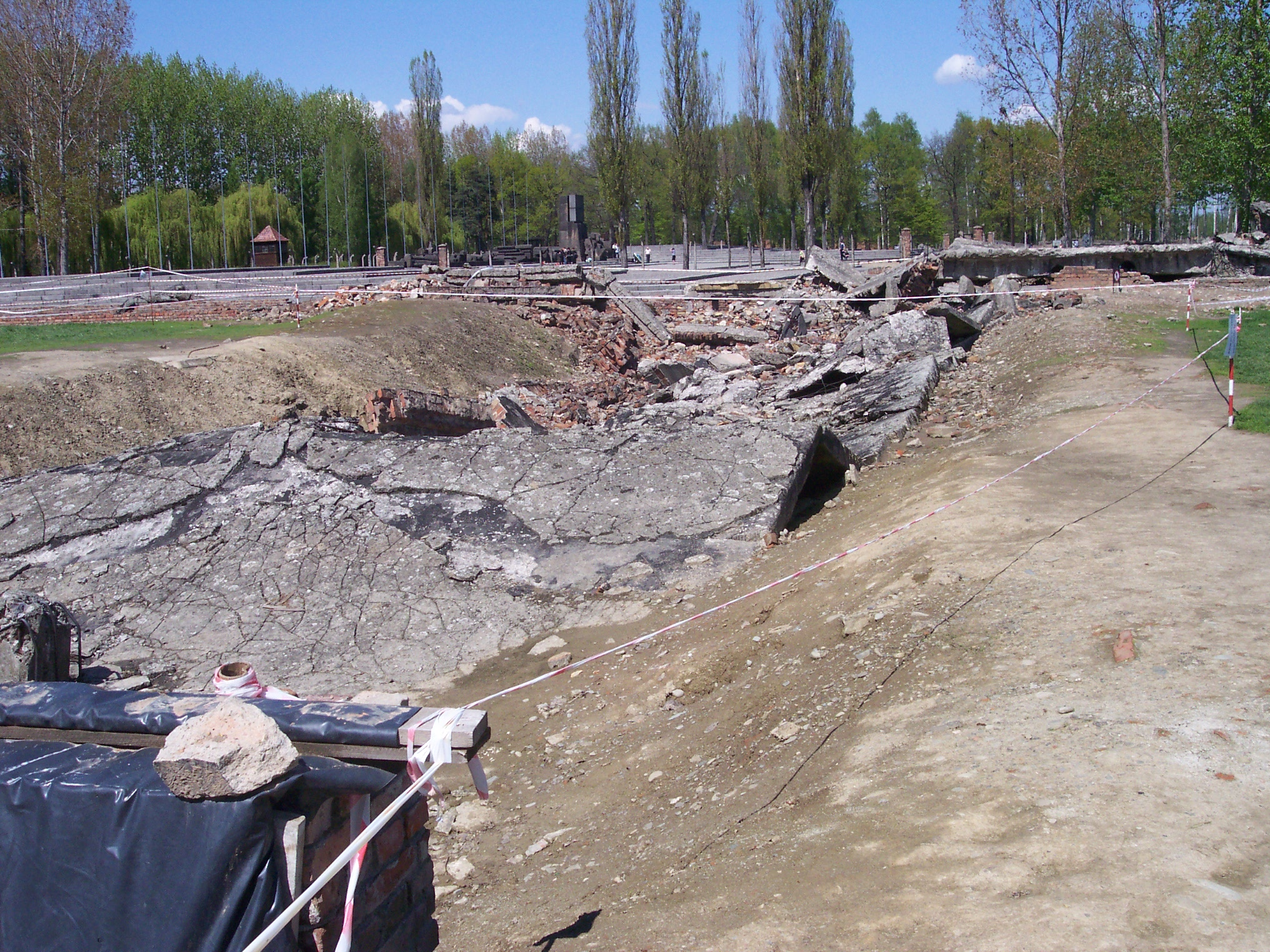
Руїни газової камери в Аушвіц-2

На думку Рауля Гільберга, питання про існування газових камер, призначених для масового отруєння людей газом, є одним з найважливіших для розуміння сутності злочинного задуму нацистів. Освенцім є символом Голокосту, і тому тема газових камер зайняла одне з центральних місць в дискурсі заперечників.
Заперечники стверджують, що газові камери були не місцем масового вбивства ув'язнених, а бомбосховищами. Вони стверджують також, що конструкція камер не дозволяла здійснювати в них отруєння газом.
Марк Вебер пише з посиланням на Робера Форіссона, що в багатотомних мемуарах Дуайта Ейзенхауера, Вінстона Черчилля та Шарля де Голля газові камери не згадуються жодного разу.
Заперечники також часто посилаються на німецького історика Мартіна Брошата, який писав, що в Берген-Бельзені і Бухенвальді газових камер не було зовсім, а в Дахау камери не були добудовані. Їх критики відзначають, що основні отруєння газом відбувалися не у власне Німеччині, а на території Польщі — в Хелмно, Белжеці, Собіборі, Треблінці та Аушвіці. При цьому, на відміну від знищених нацистами під час відступу камер в інших таборах, збереглася газова камера в Майданеку.
Газ, що виділяється — синильна кислота — утворює з покриттям стін стійку хімічну сполуку, але аналізи зіскрібків, зроблені американським техніком Фредом Лейхтер і німецьким хіміком Ґермаром Рудольфом, дали негативні результати.
Однак більшість істориків стверджують, що дослідження Лейхтера та інших, на які посилаються заперечники, доводячи, що отруєння людей газом в Освенцімі не відбувалися, проведені з низкою методологічних помилок, які призвели до неправильних висновків. В 1994 році краківський Інститут судової експертизи опублікував докладне дослідження ціанідів, присутніх в газових камерах Освенцима і Біркенау. Дослідження «підтвердило наявність похідних ціаніду в різних руїнах газових камер».
Твердження, що в камерах не було отворів для введення газу, спростовуються свідками, документами і новітніми дослідженнями, а твердження про те, що це бомбосховища, не підтверджуються, оскільки вони були занадто далеко від казарм. Лише одна з п'яти газових камер Освенціма в 1944 році була перероблена в бомбосховище.

Критики відзначають, що заперечники часто спростовують ними ж вигадані тези, що нібито 6 мільйонів євреїв були вбиті саме в газових камерах. Між тим, такої тези історична наука ніколи не висувала, в газових камерах було вбито лише частина жертв Голокосту, решта ж загинули з інших причин (розстріли, голод, хвороби і т. п.). Аналогічним прикладом є спроба спростування Леоном Дегрелем «офіційної статистики про те, що 24000 осіб вбивають щодня тільки в газових камерах Аушвіцу», в той час як 24 тисячі осіб було вбито в Освенцімі в єдиний «рекордний» за весь період його існування день — 28 червня 1944.

## Історія розвитку заперечення і ревізіонізму Голокосту

### 1945—1970
База для заперечення Голокосту створювалася самими нацистами. Коли стало зрозуміло, що війна може бути програна, Генріх Гіммлер наказав знищити документи, пов'язані з геноцидом. У квітні 1945 року він підписав офіційне розпорядження щоб жоден ув'язнений концтаборів не «потрапив живим у руки ворогів».
Роберт Вест з Університету Індіани вважає, що першим заперечником Голокосту був Олександр Раткліфф, шотландський правий політик, який стверджував в кінці 1945 року в своєму журналі Vanguard, що Голокост вигаданий євреями. Раткліфф також стверджував, що британський уряд фактично контролюється євреями, а Гітлер — рятівник Європи від більшовизму.
Історик і демограф Павло Полян пише, що першою спробою поставити під сумнів висновки Нюрнберзького трибуналу були статті французького колабораціоніста Моріса Бардеша в 1947 році. Бардеш стверджував, що причинами масової загибелі ув'язнених в німецьких таборах були суворі воєнні умови і викликані ними виснаження людей і епідемії.
Однак першим заперечником Голокосту, який отримав масову популярність, став француз Поль Рассіньє, який у роки війни був учасником Опору і в'язнем Бухенвальда, а після війни став депутатом парламенту. В 1948 році він випустив книгу «Перетин межі» (фр. Le Passage de la Ligne), в якій, не заперечуючи політику терору і знищення євреїв у концтаборах, переклав вину за неї на інших в'язнів — капо, старших у бараках т.п. Рассіньє висловив сумнів у чисельності жертв і в тому, що німці спеціально вбивали євреїв.
В 1961 році Рассіньє видав книгу «Обман Улісса», а в 1964 — «Драма європейських євреїв». Рассіньє доводив, що загинуло «лише» 0,5-1,5 млн євреїв, і повторював тезу Бардеша, що вони померли не тому, що німці їх убивали, а тому, що вони не пристосувалися до складних умов воєнного часу. У 1964 році Рассіньє першим серед заперечників заявив про те, що ніяких газових камер у німців не було.
В цей період в Європі заперечення було абсолютно маргінальним явищем, оскільки спогади про війну були досить свіжими і багато свідків подій були ще живі.
В США вихідним ґрунтом для заперечення Голокосту став ізоляціонізм, найвідомішим представником якого був історик-германофіл Гаррі Елмер Барнс. На думку ізоляціоністів, що була сформована ще в період Першої світової війни, США марно вплутувалися у війни проти Німеччини, розв'язані її ворогами, зокрема Польщею та Великою Британією. Подібні позиції займав Девід Хоган в книзі «Нав'язана війна». Заперечення Голокосту в цих умовах прийняло форму міфу про те, що більшість євреїв вціліла, переїхавши в інші країни. У 1968 році Барнс звинуватив Ізраїль в отриманні грошей від Німеччини за вигадані єврейські трупи.

### Після 1970 року
1970-ті роки ознаменувалися підвищенням активності ревізіоністського руху в Європі, було випущено багато книг, статей і брошур, а також розпочато пропагандистську атаку на головний символ Голокосту — табір Аушвіц.
У 1973 році в Німеччині вийшли книги Тіса Крістоферсена «Брехня Аушвіцу» (нім. Die Auschwitz-Lüge) і «Сумнівні комбінації брехні» (нім. Hexeneinmaleins einer Lüge) Еміля Ареца (Emil Aretz), а в США — Остіна Еппа «Обман про шість мільйонів». У 1974 році у Великій Британії була опублікована книга Річарда Харвуда «Чи загинули шість мільйонів?». Харвуд доводив, що загинуло всього 10 000 євреїв, причому репресії були спрямовані не проти євреїв, а проти опонентів нацистського режиму. Також в цей період опублікував свої книги і есе юрист з Гамбурга Вільгельм Штегліх, який зосередився на спростування документів і свідчень про Голокост.
Остін Епп сформулював «вісім незаперечних тез», які на довгі роки стали «катехізисом» заперечників:
- Остаточне вирішення єврейського питання в Німеччині мало на увазі депортацію, а не знищення.
- Будь-які докази про існування газових камер, використаних для вбивства євреїв у концентраційних таборах, вкрай ненадійні.
- Більшість репресованих євреїв зникли на територіях, підконтрольних СРСР.
- Більшість євреїв, убитих німцями, були фактично злочинцями, шпигунами, диверсантами або, як мінімум, ворогами Третього Рейху.
- Ізраїль не відкрив свої архіви для дослідників. Будь-якого охочого викрити цей міф називають антисемітом.
- Прихильники версії загибелі 6 мільйонів євреїв до сих пір не пропонують жодних доказів на обґрунтування своїх претензій. Замість цього вони покладаються на визнання Ейхмана та інших нацистів.
- Тягар доказування лежить на обвинувачах.
- Розбіжності цифр навіть серед прихильників версії Голокосту показує, що наукових даних про це не існує.

Найпопулярнішою книгою цього періоду став твір фахівця з електроніки професора Артура Бутца «Обман двадцятого століття». Вона була випущена в 1975 році. Бутц доводив, що чисельність жертв серед євреїв склала 1 млн осіб, і стверджував, що Вермахт та СС не здійснювали геноциду євреїв. На його думку, політика німців полягала у виселенні євреїв за межі Рейху, конфіскації їх власності та використання примусової праці на військових заводах.
В 1978 році Девід Маккалден і Вілліс Карто заснували «Інститут перегляду історії» (ІПІ) як організацію, яка відкрито поставила метою спростувати загальноприйнятий погляд на історію Голокосту. ІПІ утвердився як традиційний представник історичного ревізіонізму. Більшість матеріалів, що публікуються і розповсюджуються ІПІ, присвячені спростуванню фактів, пов'язаних з Голокостом. ІПІ стала однією з найважливіших організацій, що займаються запереченням Голокосту. З 2000 року директором Інституту перегляду історії є Марк Вебер — один з небагатьох ревізіоністів, що має профільну історичну освіту.
ІПІ почав випуск журналу Journal of Historical Review і проведення міжнародних конференцій з цієї теми. Найбільшою і найбільш представницькою з них стала Міжнародна тегеранська конференція «Огляд Голокосту: глобальне бачення», проведена 11 — 12 грудня 2006 року міністерством закордонних справ Ірану.
З середини 1970-х ревізіонізм, який раніше асоціювався виключно з неонацизмом, отримав статус самостійного руху і певну респектабельність. Книги та статті сучасних заперечувачів пишуться відносно нейтральною мовою і забезпечуються великою кількістю посилань на джерела, що робить їх схожими на наукову літературу. Ключовою фігурою у світовому поширенні матеріалів заперечувачів (брошури, книги, відео- і аудіокасети) став німецький ревізіоніст Ернст Цундель, що проживав у Канаді. Стівен Аткінс пише, що цей рух не є численним і нараховує у світі близько 250 активістів, хоча прихильників таких поглядів набагато більше.
Помітним успіхом заперечників була кампанія з публікації платних оголошень в університетських газетах США від імені Комітету відкритих дебатів з Голокосту, створеного Марком Вебером і Бредлі Смітом. У 1989 і 1992 роках дві кампанії допомогли їм не тільки потрапити в цільову аудиторію студентів і викладачів найбільших вузів, але і домогтися того, що ревізіоністами вперше зацікавилися телебачення і найбільші національні газети.
Початок XXI століття ознаменувався масовим використанням заперечниками мережі Інтернет для пропаганди своїх ідей. Було створено багато сайтів, де публікуються твори ревізіоністів. Наприкінці 2000-х заперечники активізувалися в соціальних мережах.

## Скандали

### Процес Мермельштейна проти Інституту перегляду історії
У 1980 році ІПІ обіцяв нагороду в розмірі 50 тисяч доларів кожному, хто зможе довести, що євреїв вбивали газом в Освенцимі. Колишній в'язень Освенціма Мел Мермельштейн, уродженець українського міста Мукачеве, прийняв виклик, представивши нотаріально завірений документ, що його депортували в Освенцім і що він був свідком, як нацисти відправили його матір і двох сестер в газову камеру номер п'ять.
ІПІ відмовився прийняти ці докази і платити винагороду. Тоді Мермельштейн подав позов до суду Лос-Анджелеса з вимогою виплатити йому зазначену винагороду і компенсацію за моральну шкоду. Суд при розгляді справи прийняв твердження Мермельштейна. Суддя Томас Т. Джонсон заявив, що вбивство газом євреїв в Освенцімі влітку 1944 року є безперечним фактом і не може бути поставлено під сумнів.
Згідно з судовим рішенням, прийнятим в липні 1985 року, ІПІ виплатив Мермельштейну 90 тисяч доларів і опублікував лист з персональними вибаченнями.

## Методи і мотивація заперечення

### Неонацизм, антисемітизм і заперечення Голокосту
Важливими спонукальними мотивами заперечення Голокосту є неонацизм та антисемітизм. Заперечення Голокосту грає істотну роль в міжнародному неонацистському русі, оскільки дозволяє зняти з нацизму провину за загибель мільйонів євреїв і таким чином реабілітувати його. Це, на думку ряду дослідників, пояснює, чому заперечення Голокосту поширене серед європейських і американських крайніх правих. Такі погляди також поширені серед численних націоналістичних угруповань, зокрема серед націонал-анархістів і расистів.
Відомі численні факти про те, що такі відомі заперечники Голокосту, як Девід Ірвінг, Ернст Цюндель та інші, тісно пов'язані з антисемітськими й неонацистськими організаціями, а також самі сповідують аналогічні погляди. Вироком британського суду щодо Ірвінга встановлено, що він навмисно маніпулював історичними даними та документами і що це було викликано його антисемітизмом. Манфред Редер очолював терористичне неонацистське угруповання «Німецька група дії», а Девід Дюк керував одним з відділень Ку-клукс-клану.
Багато дослідників вважають, що антисемітизм і заперечення Голокосту мають найтісніший зв'язок. Дебора Ліпштадт вважає, що люди, які вірять ревізіоністам і повторюють їх тези, схильні до антисемітизму, але самі скептики — ті, хто розробляє і пропагує ці погляди — безсумнівно антисеміти. Німецький історик Юрген Царусскі писав, що у заперечників Голокосту

…йдеться не про науку або науковість в тому чи іншому вигляді, що і базується на так чи інакше помилкових підставах, а про специфічну форму політичної пропаганди, вихідним і кінцевим пунктом якої є антисемітизм.
Оригінальний текст (нім.)
Tatsächlich handelt es sich bei der Holocaust-Leugnung aber nicht um irgendeine Form von Wissenschaft, auch nicht um die Vertretung aufgrund von Irrtümern entstandener Thesen, sondern um eine spezifische Form politischer Propaganda, deren Ausgangspunkt und Zweck der Antisemitismus ist.

Аналогічної думки про ідеологічну основу заперечення Голокосту дотримуються фахівець з історії негаціонізму у Франції Валері Ігуне та Європейське агентство з базових прав (FRA).

### Антисіонізм і заперечення Голокосту
Існують твердження, що сіоністи спеціально перебільшили число жертв Голокосту, що дало їм моральні підстави для створення Держави Ізраїль.
Деякі заперечники також стверджують, що існувала змова між нацистами та сіоністами, в тому числі в справі знищення євреїв. Зокрема, Юрій Мухін, стверджуючи, що в Європі нацисти євреїв не знищували, пише, що радянських євреїв вони вбивали за вказівкою сіоністів.

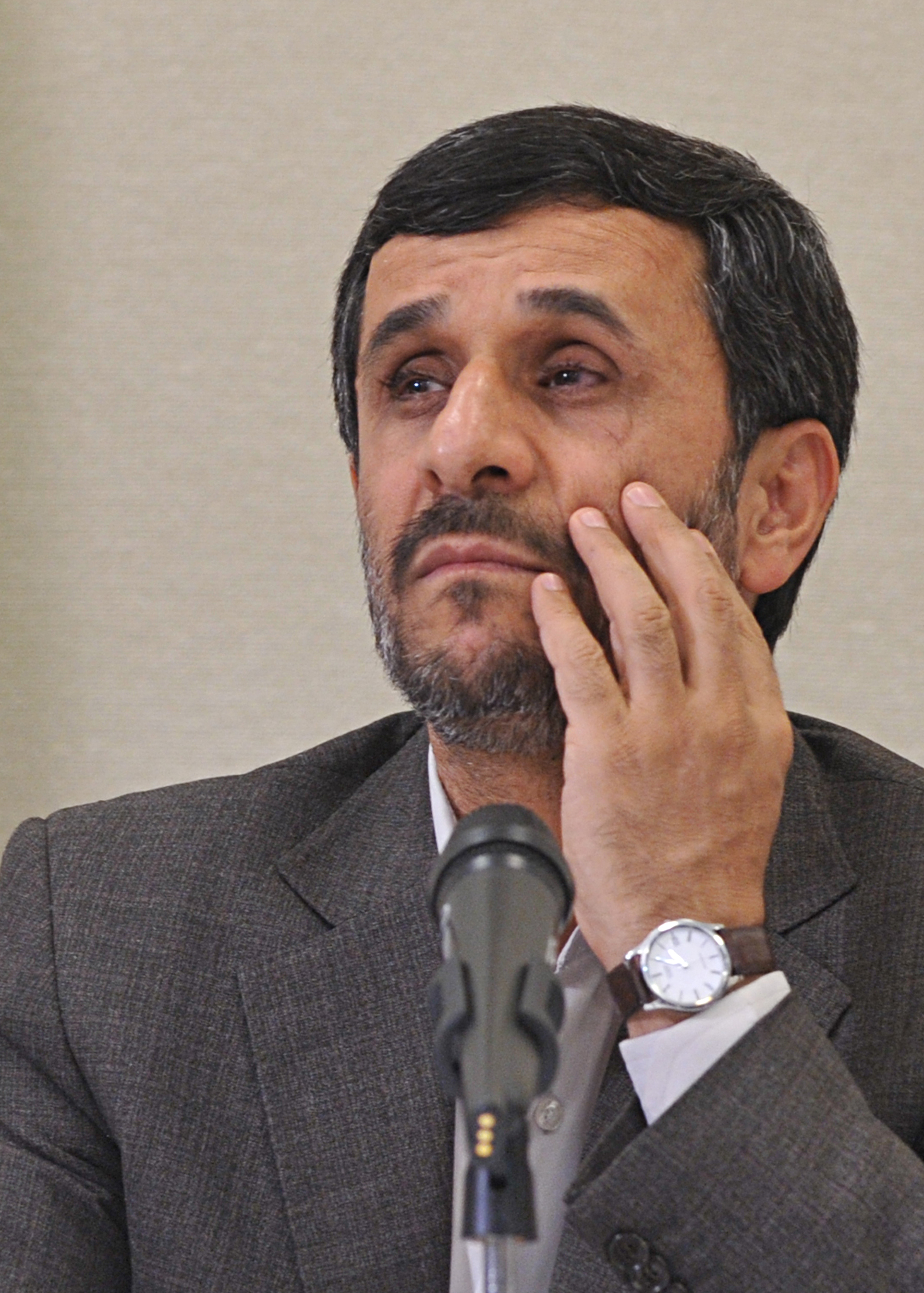
Президент Ірану Махмуд Ахмадінежад

Одним з найвідоміших антисіоністів-заперечувачів є президент Ірану Махмуд Ахмадінежад. Він неодноразово висловлювався, що Голокост — це  «брехня, заснована на бездоказових і міфічних твердженнях»  і що територія Палестини була окупована сіоністами на підставі цієї брехні. Представники США, країн Євросоюзу та Росії різко засудили висловлювання Ахмадінежада, в яких він заперечував Голокост і погрожував «стерти Ізраїль з лиця землі».
Заперечення Голокосту, пов'язане з антисіонізмом, поширене в арабських і мусульманських країнах, в яких значна частина населення відмовляється визнавати Ізраїль як державу, особливо в Сирії, Єгипті та Саудівської Аравії, а також серед деяких європейських лівих політичних активістів.
У звіті Інформаційного центру вивчення тероризму зазначено, що багато статей, присвячених запереченню Голокосту в сирійських ЗМІ, виходять за прямої підтримки уряду. Іранський політолог Рамін Джаханбеглу у роботі «Заперечення Голокосту в Ірані і антисемітський дискурс в ісламському світі» пише про тісний зв'язок між антисемітизмом, антисіонізмом і запереченням Голокосту в арабських і ісламських країнах. Він зазначає, що арабські країни надають значну допомогу і підтримку європейським заперечникам.
Політолог-іраніст Матіас Кюнцель проводить протиставлення між запереченням Голокосту як реальної події і вірою в нереальну вигадку про «Дванадцятого імама», що начебто живе багато століть, активно пропаговану в Ірані. Він відзначає, що нинішній іранський режим проголосив антисемітизм і заперечення Голокосту частиною державної ідеології — і це перший у світі випадок після закінчення Другої світової війни. Ісламознавець Гетц Нордбрух пише, що важливу роль у розвитку заперечення Голокосту в арабських країнах зіграла книга французького ревізіоніста Роже Гароді «Засадничі міфи ізраїльської політики».

## Замовчування Голокосту і «м'яке заперечення»
Іноді з запереченням Голокосту пов'язують також цілеспрямоване замовчування Голокосту або часткове заперечення істотних аспектів.
У лютому 2007 року історик Голокосту професор університету Еморі Дебора Ліпштадт використала неологізм «м'яке заперечення» на щорічному благодійному бенкеті Сіоністського об'єднання в Лондоні. Говорячи про книгу Джиммі Картера «Палестина: мир, а не апартеїд», вона заявила:
| Коли колишній президент Сполучених Штатів пише книгу з ізраїльсько-палестинської кризи та поміщає хронологічну таблицю на початку книги, щоб сприяти розумінню ситуації, і не вказує у ній ніяких істотних подій між 1939 і 1947 роками, то це м'яке заперечення.Оригінальний текст (англ.) When a former president of the United States writes a book on the Israeli-Palestinian crisis and writes a chronology at the beginning of the book in order to help them understand the emergence of the situation and in that chronology lists nothing of importance between 1939 and 1947, that is soft-core denial |

Надалі Ліпштадт використовувала цей термін для зв'язку заперечення Голокосту з тими, хто визнає саму подію в цілому, однак намагається применшити її масштаби і унікальність шляхом замовчування суттєвих аспектів або некоректних порівнянь з іншими подіями. Аналогічну термінологію використовує Стівен Аткінс, розділяючи «жорстке» (Голокост — вигадка) і «м'яке» заперечення, яке, не заперечуючи масової загибелі євреїв, ставить під сумнів наявність плану масових вбивств та інше. Павло Полян, критикуючи методологію Ханкінса, характеризує такий підхід як релятивізм та редукціонізм.
Дослідники Голокосту Яків Басин і Марія Альтман вважають, що цілеспрямоване замовчування може бути прирівняне до практики ревізії і заперечення Голокосту. Зокрема, в СРСР Голокост замовчувався з ідеологічних причин.
На думку Валерія Енгеля, основною причиною того, що Радянський Союз замовчував Голокост, був державний антисемітизм. Професор Мічиганського університету історик Цві Гітельман підкреслив одну з важливих особливостей радянської історіографії. Радянська історіографія не просто «замовчувала тему Голокосту», а, більше того, повністю відмовлялася визнати її «унікальність» на тлі інших звірств, не виділяючи відомості про знищення євреїв нацистами в самостійну дослідницьку проблему.
Замовчування продовжується і в сучасній Росії, про що, виступаючи на конференції, присвяченій 60-ій річниці звільнення в'язнів концтаборів і гетто, сказав посол Ізраїлю в Росії Аркадій Мільман:
| Я говорю не як посол Ізраїлю, а як людина, члени сім'ї якого воювали і постраждали під час Другої світової війни. І я не розумію, як можливо, що в російських підручниках з історії не згадується про Катастрофу єврейського народу. |

Ця думка підтримується російськими вченими і громадськими діячами. Зокрема, наукові співробітники провідних інститутів Російської академії наук та Російського єврейського конгресу пред'явили претензії з даного питання до авторів шкільних підручників з історії. Дослідники стверджують, що немає жодного підручника, в якому історія російських євреїв була б представлена адекватно. Голокост в підручниках або не відображено зовсім, або не показаний як «єдиний випадок у світовій історії, коли якась держава зробила спробу повністю знищити окремий народ».

## Критика заперечення Голокосту

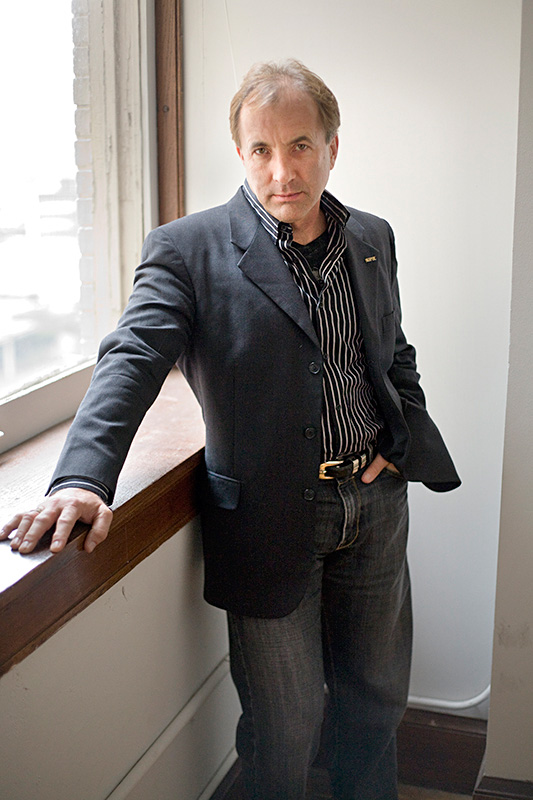
Майкл Шермер: учений, письменник, активний критик і опонент заперечників Голокосту

Існують різні думки про необхідність вести дискусію з заперечувачем Голокосту. Більшість професійних істориків не вступають в такі дискусії з тих же причин, з яких не обговорюються інші маргінальні і ненаукові теорії — це, на їхню думку, не має стосунку до наукової діяльності. Також існує думка, що такого роду дискусії служать лише для додаткового залучення уваги до заперечників, які використовують пропагандистські прийоми для впливу на масову аудиторію.
Проте є дослідники, які вважають, що ігнорування заперечувачів шкідливе, оскільки створює помилкове враження їх правоти. Наприклад, у 2006 році 11 грудня в Берліні відбулася конференція «Голокост в міжнародній пам'яті: механізми і наміри заперечувачів Голокосту і антисемітів — міжнародна конференція з вивчення і пошуку контр-стратегій», а 14 грудня в інституті «Яд Вашем» (Єрусалим) пройшов симпозіум під назвою «Заперечення Голокосту — шлях до нового геноциду». Аналогічні питання розглядалися на міжнародній конференції «Уроки Другої світової війни та Голокосту», що пройшла 15 — 17 грудня 2009 року в Берліні.
Найвідомішим критиком заперечників і автором книг на цю тему є американський історик професор університету Еморі Дебора Ліпштадт. Регулярно вступає з заперечниками в публічні дискусії головний редактор журналу Skeptic, автор книги «Заперечення історії» Майкл Шермер.
Група ентузіастів під керівництвом Кена Маквея спочатку вела дискусії з заперечником в телеконференції Usenet alt.revisionism, а потім створила Проєкт Нізкор, де зібрані матеріали, що повинні викривати заперечників в помилках, брехні та маніпуляціях, і велика база даних документів з Голокосту. У зв'язку з цією діяльністю Маквей піддавався нападкам аж до загрози вбивства. Існує ряд аналогічних проєктів.
Критики заперечення Голокосту вважають, що заперечники переслідують не наукові, а політичні цілі. Зокрема, на думку критиків, метою заперечувачів є реабілітація нацизму, пропаганда антисемітизму і антиізраїльських настроїв. Скептики порівнюють заперечення Голокосту з креаціонізмом і запереченням теорії еволюції.
Критики стверджують, що заперечники намагаються знайти будь-які окремі суперечності, перебільшення, неточності тощо у дослідженнях, документах і свідченнях свідків, а потім роблять узагальнення, що всі джерела не заслуговують ніякої довіри. Підхід заперечників полягає в тому, що досить «знайти крихітні тріщини в структурі Голокосту, щоб зруйнувати всю будівлю».
Марія Альтман вважає, що припущення Олега Платонова про те, що може статися в разі визнання правоти заперечників Голокосту, наочно показують цілі, які переслідують ревізіоністи: зростання негативного ставлення до євреїв, міжнародна ізоляція Ізраїлю, активізація націоналістичних настроїв в Європі і дискредитація демократичних урядів в Німеччині та інших країнах.
Заперечники часто піддаються соціальній обструкції і судовому переслідуванню. Відомі також випадки фізичного насильства над заперечниками і знищення їхнього майна.

## Історична наука та заперечення Голокосту
В обговоренні теми Голокосту існує багато дискусійних питань. Зокрема, спірна інформація про виробництво мила з людських трупів, уточнення числа жертв, унікальність Голокосту у світовій історії, використання Голокосту в сучасній політиці і так далі. Багато років триває науковий спір між так званими «функціоналістами» і «інтенціоналістами»: чи був Голокост результатом початкових намірів Гітлера винищити євреїв чи розвивався поступово від антисемітської пропаганди через окремі акції до масового, але спочатку незапланованого знищення. Проте всі учасники таких дискусій не піддають сумніву сам факт Голокосту.
З самого початку заперечники намагалися представити свою позицію як науковий підхід до прояснення спірних історичних питань і саме тому воліли називати себе не заперечниками, а ревізіоністами. Професор Університету Невади у Лас-Вегасі Джон Циммерман вважає, що термін «ревізіонізм» щодо заперечників може вводити в оману, оскільки «історичним ревізіонізмом» в історіографії називають напрямки, які вважають, що загальноприйнятий опис подій є спірним і вимагає уточнення. Аналогічної думки дотримується професор соціології Університету середнього Тенессі Бен Остін. Абсолютна більшість учених вбачають у запереченні Голокосту не науковий, а пропагандистський підхід і відмовляються від будь-яких контактів з заперечниками.
Так, Асоціація американських істориків, всім 12 тисячам членам якої в 1980 році був розісланий перший номер бюлетеня Інституту перегляду історії, ніяк не відреагувала на цю акцію. А 10 років потому в 1990 році відмовилася включати статті цього бюлетеня в бібліографічні збірники. Павло Полян пише, що причинами цього стали як професійна непридатність авторів матеріалів, так і їх масовий антисемітизм. Участь іранського Інституту політичних і міжнародних досліджень (IPIS) в організації тегеранській конференції заперечувачів «Огляд Голокосту: глобальне бачення» стало підставою для розриву з ними наукових контактів з боку партнерів по всьому світу — до тих пір, поки ця організація не відмовиться від заперечення Голокосту і не повернеться до академічних стандартів досліджень.

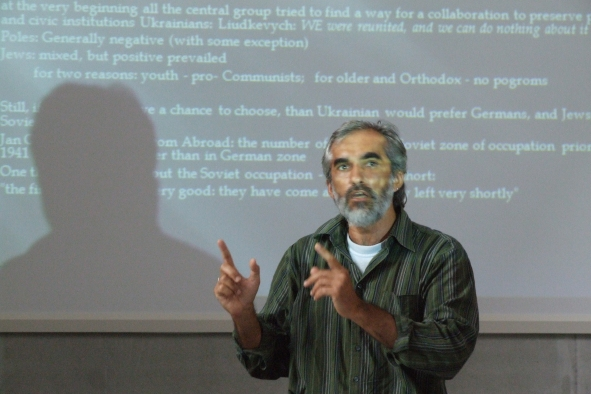
Професор Ярослав Грицак вважає Голокост найдослідженішою подією в історії

Вчені стверджують, що Голокост — одна з ретельно досліджених подій в світовій історії. Зокрема український історик, професор Ярослав Грицак, пише:
| Після війни лише США реквізували з німецьких архівів стільки документів про Голокост, що якщо б їх викласти в одну лінію, то вона простяглася б на кілька десятків тисяч метрів. Якщо додати до цього інші архівні збірки, спогади жертв та свідків, документи судових розслідувань, кіно-фото-матеріали, то сміливо можна стверджувати, що жодна інша подія у світовій історії так добре не задокументовано, як історія винищення євреїв. До того ж вона і найкраще досліджена: 20 років тому кількість наукових монографій про Голокост склала 200 тисяч, а про один тільки концтабор Освенцим видано понад 100 тисяч робіт… |

Джон Циммерман писав, що ідеї заперечників Голокосту не сприймаються всерйоз ні одним відомим і шановним істориком. Академічна наука відкинула заперечувачів, і єдине, на що вони можуть претендувати, — це право на свободу слова. На думку Циммермана, їх авторитетність і значимість не вище, ніж у членів «Товариства пласкої Землі» або у тих, хто вважає, що Джон Кеннеді не був убитий в Далласі. Аналогічної думки дотримується ізраїльський історик Даніель Романовський, який говорить, що «заперечення Голокосту є окремим випадком сучасного заперечення науки взагалі» .
Однак Юрген Царусскі зазначає, що відомий правий історик професор Ернст Нольте у своїх публікаціях прагнув применшити злочини нацизму, включаючи Голокост, а також серйозно посилався на деякі праці ревізіоністів. Американський історик-марксист  Арно Майєр в книзі «Чому небеса не темніють?» писав, що більшість в'язнів Освенцима загинули від хвороб, а не від отруєння газом, і включив в бібліографію посилання на Батц і Рассін. Ця книга Майєра була піддана жорсткій критиці в науковому співтоваристві.
На думку ряду дослідників, заперечення Голокосту — типова постмодерністська деконструкція. Російський історик і енциклопедист Олександр Немирівський, аналізуючи погляди і систему аргументації заперечувачів, приходить до висновку, що «ревізіоністи — не напівєретична наукова школа і не фальсифікатори-антисеміти… Ревізіонізм — нормальна, повноцінна (хоча і дуже нечисленна за кількістю адептів) надцінна релігія». Про «містичне» ставлення ревізіоністів до історії говорить також історик культури і релігії Леонід Каціс.
Існує також точка зору, що заперечення Голокосту приносить користь історичній науці. Той же Даніель Романовський робить застереження, що з деякими ревізіоністами слід вести академічну дискусію. Один з найбільших дослідників Голокосту Рауль Гільберг незадовго до смерті говорив, що «з антисемітами і заперечувачем Голокосту не слід дискутувати, але іноді вони ставлять цікаві запитання». Політолог В'ячеслав Лихачов пише, що ревізіоністська критика дала привід вченим переглянути ряд положень офіційної історіографії, переформулювати або дезавуювати невірні твердження.

## ООН і заперечення Голокосту
Генеральна Асамблея ООН у своїй Резолюції 60/7, прийнятої за ініціативою Австралії, Ізраїлю, Канади, Росії та США 21 листопада 2005 року одночасно з заснуванням Міжнародного дня пам'яті жертв Голокосту, відкинула ревізіонізм Голокосту як історичної події і закликала Генерального секретаря ООН заснувати програму «Голокост і Організація Об'єднаних Націй».
26 січня 2007 року, напередодні Міжнародного дня пам'яті жертв Голокосту, Генеральною Асамблеєю ООН була прийнята спеціальна Резолюція 61/255 «Заперечення Голокосту», що засуджує без будь-яких застережень будь-яке заперечення Голокосту. Резолюція «настійно закликає всі держави-члени беззастережно відкидати будь-яке заперечення Голокосту — повне або часткове — як історичної події і будь-які дії в цих цілях». Документ підтримали 103 держави з 192 членів Генеральної Асамблеї.
Єдиною країною, яка виступила проти прийняття резолюції 61/255, був Іран. На думку представника Ірану, автори резолюції використовували трибуну ООН в особистих політичних цілях. Делегація США заявила, що приводом для прийняття цього документа стала саме позиція Ірану, який організував масштабну конференцію заперечників у грудні 2006 року.
Генеральний секретар ООН Пан Гі Мун 26 січня 2009 року в посланні напередодні Міжнародного дня пам'яті жертв Голокосту підкреслив необхідність боротися з запереченням Голокосту і пам'ятати про жертви, щоб ця трагедія не повторилася.

## Кримінальне переслідування заперечення Голокосту

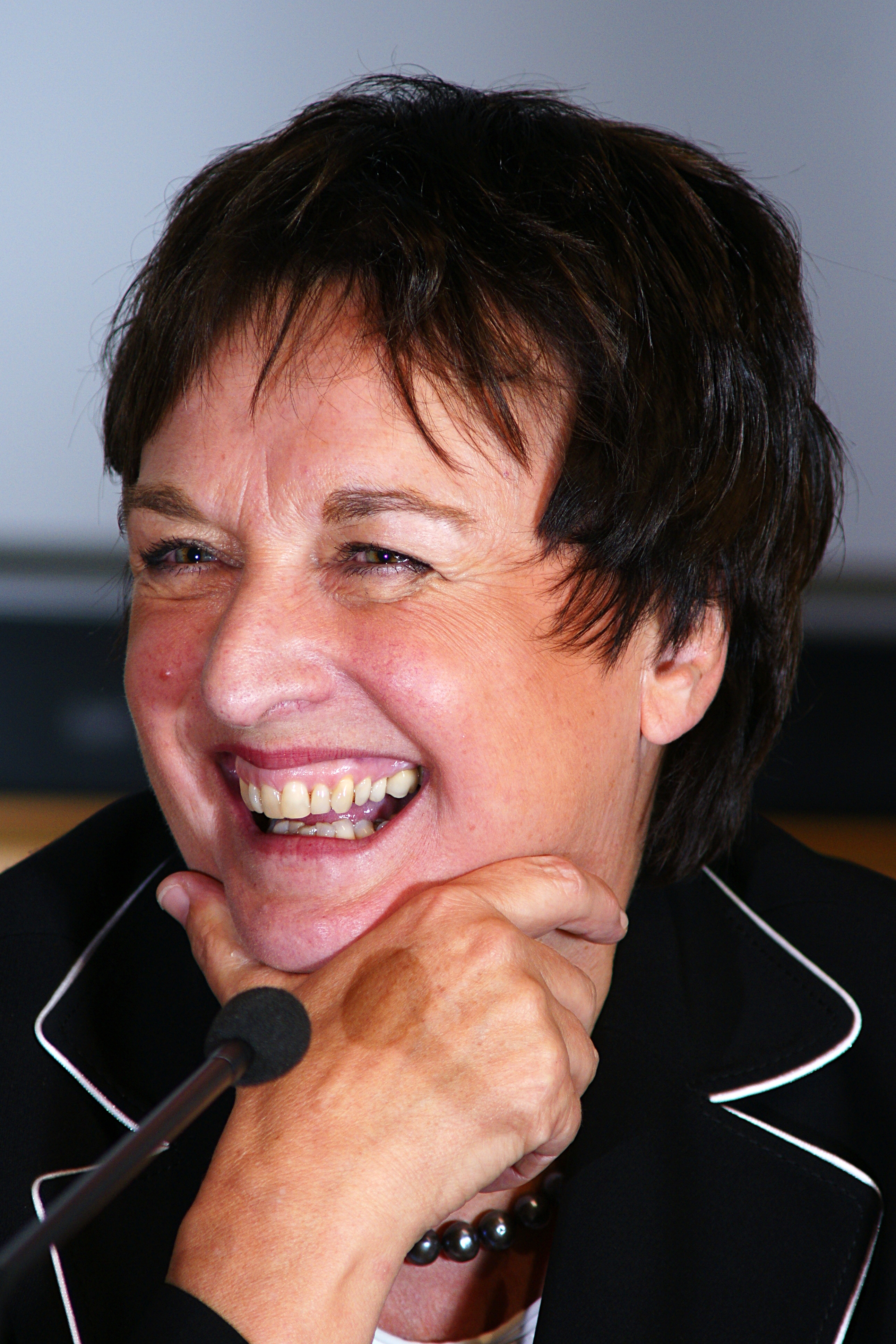
Бригіта Ципріс: міністр юстиції Німеччини і активний прихильник кримінального покарання за заперечення Голокосту

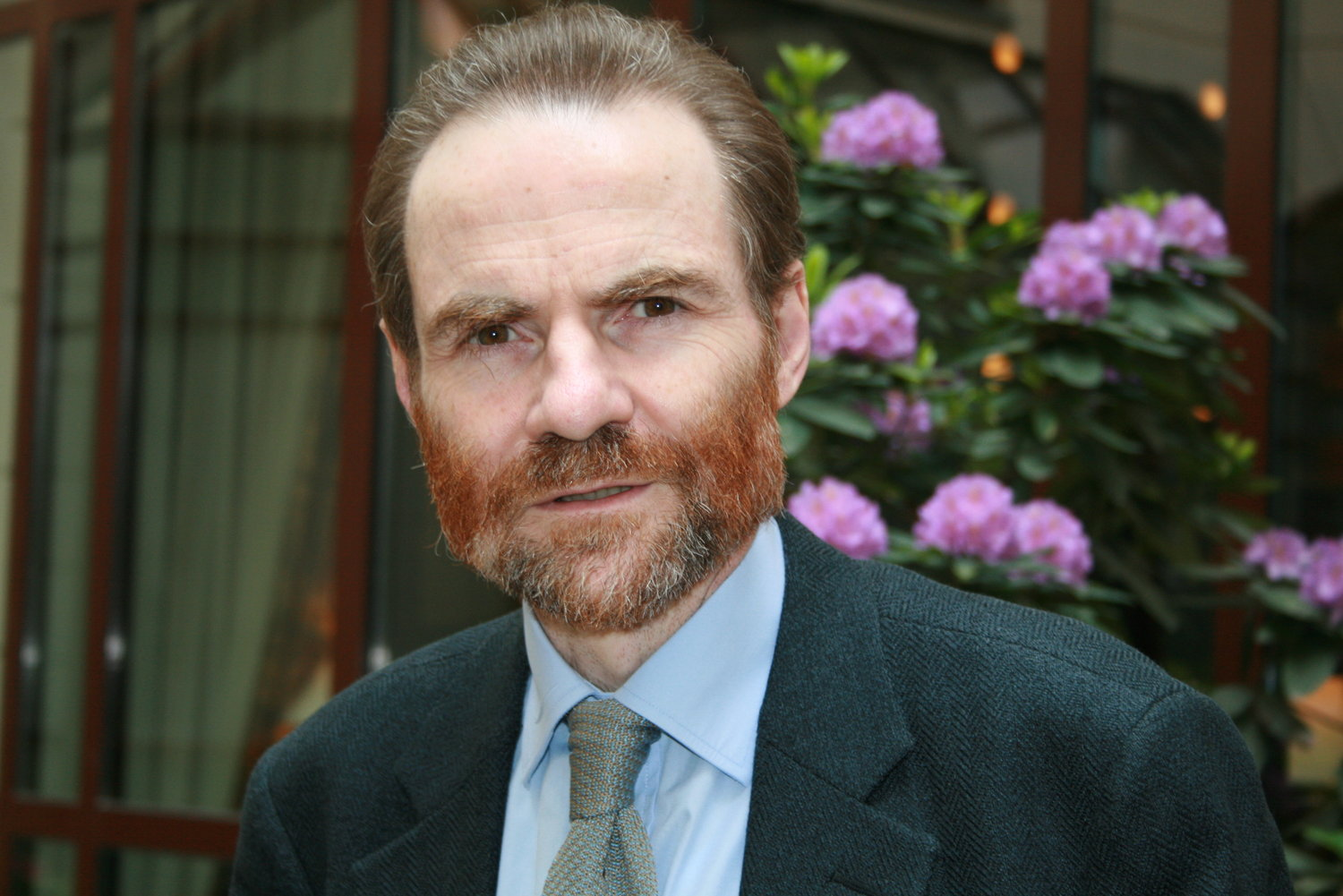
Британський історик Тімоті Ґартон Еш вважає, що боротися із запереченням Голокосту слід в ЗМІ та сфері освіти

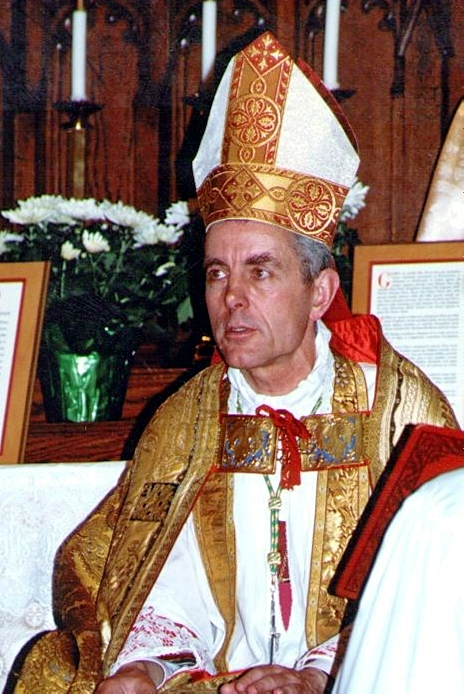
Британський єпископ Річард Вільямсон, оштрафований німецьким судом за заперечення Голокосту

У деяких державах ревізіонізм Голокосту переслідується в рамках законів про заборону націонал-соціалізму і неонацизму; в їх число входять, як правило, країни Європи, постраждалі від ідеології та практики націонал-соціалізму. Закони, що прямо забороняють публічне заперечення, применшення, схвалення або виправдання злочинів, скоєних нацистами, прийняті в Австрії, Бельгії, Німеччині, Литві, Люксембурзі, Польщі, Словенії, Франції, Швейцарії, Канаді та Ізраїлі. Аналогічні закони діють в Ліхтенштейні, Португалії, Чехії та Словаччини. У 2010 році закон, що карає за заперечення злочинів тоталітарних режимів, був прийнятий в Угорщині. У США заперечення Голокосту не карається, оскільки вільне вираження своїх поглядів захищено Першою поправкою до Конституції.
У Німеччині, Австрії, Франції, Канаді та інших країнах ці закони неодноразово застосовувалися на практиці для переслідування заперечників. Тільки в 2007—2008 роках за заперечення Голокосту в країнах Європейського союзу були засуджені не менше 10 чоловік. Деякі з судових рішень з цієї тематики згодом оскаржувалися в міжнародних інстанціях.
У 1996 році Комітет з прав людини ООН при розгляді справи «Форісон проти Франції» прийняв прецедентне рішення, що відсторонення від викладацької діяльності у зв'язку із запереченням Голокосту на підставі французького законодавства не порушує п. 3 статті 19 Міжнародного пакту про громадянські та політичні права.
У 1998 році Європейський суд з прав людини у своєму рішенні у справі «Леіде і Ізорні проти Франції» визнав правомірність прийняття законів про відповідальність за заперечення Голокосту. А при розгляді справи «Гароді проти Франції» в 2003 році суд зазначив, що, заперечуючи Голокост, Гароді діяв в цілях, які спрямовані на знищення прав і свобод, гарантованих Європейською Конвенцією про захист прав людини (ЄКПЛ), і тому його претензії з посиланням на статтю 10 цієї Конвенції, яка гарантує свободу слова, були відкинуті. Основою для таких висновків стала ст. 17 ЄКПЛ, яка призначена, щоб «перешкодити тоталітарним групам експлуатувати в своїх інтересах принципи, сформульовані в Конвенції».
У січні 2007 року міністр юстиції Німеччини Бригіта Ципріс запропонувала всім країнам Євросоюзу визнати злочином заперечення Голокосту і заборонити публічну демонстрацію нацистської символіки. Ряд журналістів і політиків піддали критиці цю пропозицію — зокрема тому, що заборона не сприяє зменшенню популярності неонацизму і провокує порушення права на свободу слова. У підсумку, прийнятий у квітні 2007 року закон визнає розпалювання національної і расової ворожнечі злочином у всіх 27 країнах блоку, але не включає заперечення Голокосту.
У листопаді 2007 року Конституційний суд Іспанії ухвалив рішення скасувати покарання у вигляді тюремного ув'язнення за ревізіонізм Голокосту. Згідно з цим рішенням всі особи, яким ставилося заперечення Голокосту, звільнені з-під варти. Ця постанова не стосувалося осіб, які виступають за виправдання нацистського терору проти євреїв до тих пір, поки Верховний суд Іспанії в 2011 році не скасував можливість покарання навіть тих, хто прямо виправдовує дії Німеччини в період Другої світової війни. Іспанські судді навели приклади фраз, за які більше не існує загрози кримінального переслідування: «Німці мали всі підстави спалювати євреїв», «Німці ніколи не спалювали євреїв».
30 березня 2010 року в Державну Думу Росії внесений законопроєкт про відповідальність за «схвалення чи заперечення встановлених вироком Нюрнберзького трибуналу злочинів нацизму проти миру і безпеки людства, скоєні публічно». Пропонується доповнити КК РФ статтею «Реабілітація нацизму»:
«Схвалення або заперечення встановлених вироком Нюрнберзького трибуналу злочинів нацизму проти миру і безпеки людства, вчинені публічно, караються штрафом у розмірі до 300 тис. руб. або позбавленням волі на строк до трьох років».
Ті самі діяння, вчинені особою з використанням службового становища або з використанням ЗМІ, відповідно до законопроєкту, караються штрафом в розмірі від 100 тис. до 500 тис. рублів або позбавленням волі на строк до п'яти років з позбавленням права обіймати певні посади чи займатися певною діяльністю на термін до трьох років".
Законопроєкт викликав неоднозначну реакцію серед істориків і правозахисників, існують побоювання, що застосування закону може завдати шкоди історичним дослідженням і привести до судової сваволі у зв'язку з розпливчастими формулюваннями.
Деякі ліберально налаштовані політики і громадські діячі, в тому числі такі відомі опоненти заперечників Голокосту як Дебора Ліпштадт, критикують кримінальне переслідування заперечувачів, вважаючи, що воно порушує право на свободу слова. Як вважає британський історик Тімоті Гартон Еш, «з запереченням Голокосту треба боротися в наших школах, університетах та ЗМІ, а не в поліцейських дільницях і судах». Павло Полян вважає, що в конфлікті свободи слова та пропаганди ненависті хорошим прецедентом є рішення Конституційного суду Іспанії 2007 року, за яким саме виправдання терору є криміналом.
На думку публіциста Леоніда Радзіховського, закони проти заперечення Голокосту пов'язані в першу чергу з тим, що розуміння в суспільстві жахливості і унікальності злочинів нацистів стало фундаментом, на якому базується неприпустимість реваншизму та перегляду підсумків Другої світової війни.